# Jinning

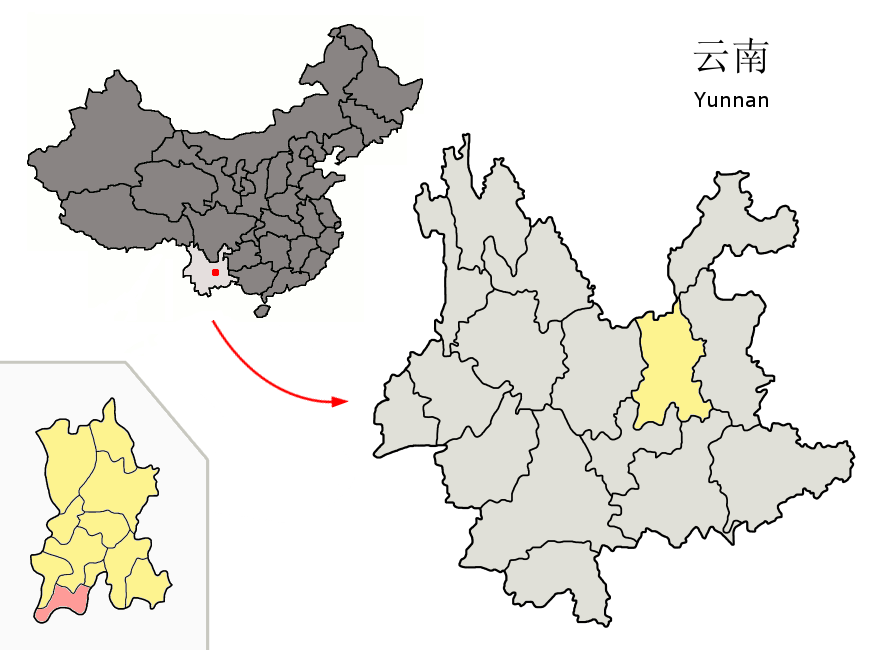
Lage des Stadtbezirks Jinning (rosa) in der bezirksfreien Stadt Kunming (gelb)

Jinning (晋宁区,  Jìnníng Qū) ist ein Stadtbezirk im Südwesten der bezirksfreien Stadt Kunming, der Hauptstadt der Provinz Yunnan in der Volksrepublik China. Er hat eine Fläche von 1.337 km² und zählt 346.268 Einwohner (Stand: Zensus 2020). Sein Hauptort ist das Straßenviertel Kunyang (昆阳街道). Der Stadtbezirk Jinning wurde 2016 aus dem vormaligen Kreis Jinning gebildet.
Die Shizhaishan-Gräber (Shizhaishan gumuqun 石寨山古墓群) sowie die Grabstele von Ma Hazhi (Ma Hazhi mubei 马哈只墓碑) im Straßenviertel Kunyang, des Vaters von Zheng He, stehen seit 2001 bzw. 2006 auf der Liste der Denkmäler der Volksrepublik China.

## Administrative Gliederung
Der Kreis setzt sich auf Gemeindeebene aus einem Straßenviertel, vier Großgemeinden und zwei Nationalitätengemeinden zusammen. Diese sind:
- Straßenviertel Kunyang 昆阳街道

- Großgemeinde Erjie 二街镇
- Großgemeinde Jincheng 晋城镇
- Großgemeinde Liujie 六街镇
- Großgemeinde Shangsuan 上蒜镇

- Nationalitätengemeinde der Yi Shuanghe 双河彝族乡
- Nationalitätengemeinde der Yi Xiyang 夕阳彝族乡